# نیوز ویکلی
نیوز ویکلی (به انگلیسی: News Weekly) یک مجله امور جاری استرالیا است که توسط شورای ملی مدنی منتشر می‌شود و مقر اصلی آن در بالوین، ویکتوریا است. همچنین دفاتری در کوئینزلند، نیو ساوت ولز، استرالیای غربی و استرالیای جنوبی دارد

## تاریخچه و مشخصات
نیوز ویکلی توسط بی ای سانتاماریا تأسیس شد و اولین بار در سپتامبر ۱۹۴۳ با نام آزادی منتشر شد. بعداً نام خود را به استرالیا نشنال نیوز ویکلی تغییر داد، و نام فعلی خود را در سال‌های ۱۹۴۷–۱۹۴۶ انتخاب کرد.
نیوز ویکلی به پنج اصل شورای ملی مدنی پایبند است: «خانواده طبیعی به عنوان واحد اساسی جامعه»، تمرکززدایی، «یکپارچگی فرد»، میهن‌پرستی، و «فضیلت‌های یهودی-مسیحی».
طبق فهرست کتابخانه کمپسی، نیوز ویکلی تحلیلی از روندهای فرهنگی، اجتماعی، سیاسی، آموزشی و اقتصادی جاری در استرالیا با تمرکز بر اخلاق ارائه می‌کند.
در سال ۱۹۵۵ تیراژ ۳۰۰۰۰ نسخه داشت.
گروه‌های مرتبط عبارتند از مرکز تامس مور و انجمن خانواده استرالیا. مناقشه و درگیری با دیگر گروه‌های سیاسی در طول زمان غالب شد.

## جزئیات انتشار
- فراوانی: ۲۵ شماره در سال.
- صفحات: ۲۸
- قیمت/سفارش: از ۲ دلار در روز تا ۱۲۰ دلار در سال.[۱۱]
- تحویل/توزیع: در سراسر جهان.[۱۲]

ویراستار پیتر کلهر و ناشر شرکت انتشارات فریدام با مسئولیت محدود.
- میکروفرم: سانتاماریا، B. A. (بارتولومی آگوستین), ۱۹۱۵–۱۹۹۸بی (۱۹۶۵)، هفته نامه نیوز، شرکت انتشارات آزادیSantamaria, B. A. (Bartholomew Augustine), 1915-1998 (1965), News weekly, Freedom Publishing Company, ISSN 0726-7304{{citation}}:  نگهداری یادکرد:نام‌های متعدد:فهرست نویسندگان (link)
- آنلاین: هفته نامه خبر: نظر مستقل برای اذهان مستقل، شرکت انتشارات آزادی با مسئولیت محدود، ۱۹۸۶. News weekly: independent opinion for independent minds, Freedom Publishing Company Proprietary Limited, 1986, ISSN 2209-4415
- چاپ شده: سانتاماریا، B. A. (بارتولومی آگوستین)، ۱۹۱۵–۱۹۹۸(۱۹۶۵)، هفته نامه اخبار، شرکت انتشارات آزادی. Santamaria, B. A. (Bartholomew Augustine), 1915-1998 (1965), News weekly, Freedom Publishing Company, ISSN 0726-7304{{citation}}:  نگهداری یادکرد:نام‌های متعدد:فهرست نویسندگان (link)